# Марія Анна де Бурбон (1678-1718)
Марія Анна де Бурбон ( 24 лютого 1678, Париж — 11 квітня 1718, там же) — донька Генріха III Бурбона, принца Конде, і принцеси Анни Генрієтти Пфальц-Зіммернської. Принцеса крові по народженню і герцогиня де Вандом по шлюбу. Дружина Луї Жозефа де Вандома. Герцогиня д'Етам у своєму праві.

## Життєпис
Марія Анна була дев'ятою дитиною в сім'ї і наймолодшою серед тих, що вижили. Батько Марії Анни, принц Конде, жорстоко поводився з нею і часто бив її матір Анну Генрієту. У 1704 році батько хотів видати її заміж за Карла Фердинанда, герцога Мантуї і Монферрата, але замість цього Фердинанд Карл одружився з Сюзанною Генрієттою Лотаринзською.
З допомогою своєї сестри Анни-Луїзи Бенедікти, герцогині Менської, і без дозволу їх матері (їх батько і брат до цього часу померли), 32-річна Марія Анна вийшла заміж за свого далекого кузена, Луї Жозефа, герцога де Вандома, правнука короля Франції Генріха IV і його коханки Габріель д'Естре. Вони одружилася 21 травня 1710 року в каплиці замку Шо, де жила сестра Луїзи Бенедикта. Через два дні після весілля герцог де Вандом залишив свою дружину в Шо і поїхав у замок Ані, залишивши їй титул і маєток в герцогстві де Етамп. Шлюб залишився бездітним.
Овдовівши в 1712 році, через два роки Марія Анна почала удосконалювати і розширювати Готель-де Вандом в Парижі, де і померла в 1718 році у 40-річному віці. Вона була похована в монастирі кармеліток в Парижі. Їй успадковувала її племінниця Луїза Єлизавета де Бурбон, принцеса Конті.